# Réserve naturelle de Chinko
Chinko, également connu sous le nom de réserve naturelle de Chinko ou projet Chinko,,, est une zone protégée en République centrafricaine.
En 2014, l'organisation de conservation African Parks commence à gérer la zone protégée de Chinko, notamment pour pallier les carences de l'État centrafricain, mais fait l'objet de nombreuses critiques concernant son approche « néolibérale » et « sécuritaire » de la conservation.

## Descriptif et terrain
Chinko est une zone protégée d'environ 5,5 millions d'hectares (55 000 km²) dans la partie sud-est de la République centrafricaine, gérée dans le cadre d'un partenariat public-privé de cinquante ans avec le ministère. Cette gestion concerne l'eau, les forêts, la chasse et la pêche,. African Parks a commencé à gérer Chinko en décembre 2014, devenant ainsi le huitième parc à être inclus dans le portefeuille de gestion de l'organisation. David Simpson, qui a cofondé le projet, en est le gestionnaire,.
La réserve de Chinko est située sur un plateau volcanique d'environ 610 m d'altitude. La pluie et d'autres sources d'eau douce sont abondantes, et l'érosion du substratum rocheux précambrien a créé une couche de sol alluvial, permettant à une faune abondante et diversifiée de se disperser dans toute la région.
Le parc a été décrit comme ayant une géologie peu commune, une eau abondante et un rôle d'« agent de diversification » régionalement.

## Faune et flore

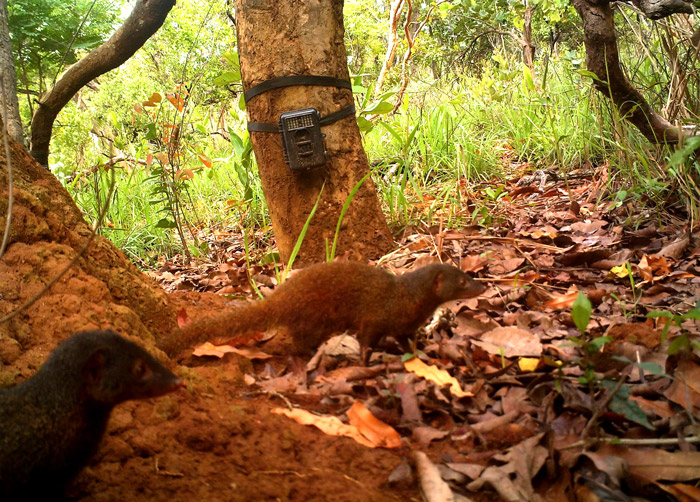
Mangouste de Pousargues dans le parc en 2012

Chinko a 17 600 km2 (6 795 mi2) de savane boisée « inhabitée médio-soudanienne et soudano-guinéenne » avec une partie de la forêt pluviale congolaise,. Ces divers écosystèmes forment un écotone dans le bassin de la rivière Chinko et abritent une faune variée, dont plusieurs espèces de primates, des éléphants de forêt d'Afrique, 23 espèces d'ongulés artiodactyles, plus de 20 types de carnivores, 5 mammifères fourmiliers et environ 500 espèces d'oiseaux,.
Les carnivores comprennent le lycaon, le léopard, le lion et la mangouste. Les autres espèces comprennent : le buffle d'Afrique, le bongo, le chimpanzé, le singe, le crocodile, l'éland géant de l'Est, le porc forestier géant, le bubale (y compris le bubale de Lelwel), le céphalophe rouge, le phacochère, le cobe et le  céphalophe silvicultor,.
La réserve abrite des dizaines d'espèces en voie de disparition, et les espèces d'oiseaux suivantes : outardes à ventre noir, buses, pintades, huppes, calaos, martins-pêcheurs, Messager sagittaires, poulette de roche et souimangas.
Chinko, étant un vaste bloc d'habitat naturel vierge, la réserve peut fournir la diversité génétique pour recoloniser les régions environnantes lorsque les populations y diminuent ou s'éteignent localement. En ce sens, elle est essentielle au niveau interrégional voire continental.

## Historique de la réserve
Chinko servait auparavant de réserve de chasse et abritait des milliers de buffles, d'éléphants et de lions. La région a connu une diminution significative de ses populations d'animaux sauvages au cours des années 1980 à 2000 en raison du pâturage du bétail d'élevage, du commerce de l'ivoire et du braconnage,,. En 2002, il a été rapporté que jusqu'à 95 % de la faune de la région de Chinko avait été perdue durant le dernier quart du XXe siècle. Vers 2012, des agriculteurs étrangers à la Centrafrique, notamment du peuple Wodaabe (ou Mbororo), ont été amenés à élever des troupeaux dans des régions plus reculées de la République centrafricaine, y compris le Chinko et les régions avoisinantes. Le surpâturage, le braconnage et les incendies de forêt font partie des principaux facteurs ayant pu contribuer à la déforestation, à la désertification et à l'érosion de la zone.
Le Fish and Wildlife Service des États-Unis a versé près de 100 000 dollars en 2013 pour réduire le braconnage en formant des gardes forestiers et en contactant les communautés locales pour les sensibiliser aux efforts de conservation. David Simpson, directeur d'une compagnie de safari locale, co-crée le projet Chinko pour protéger l'habitat et la faune de la région et commence à gérer le parc lorsque African Parks reprend les opérations en 2014. Thierry Aebischer, Raffael Hickisch et Erik Mararv ont également été crédités en tant que partenaires du projet,. Le personnel de Chinko a recueilli plus de 700 000 observations d'animaux sauvages à partir de caméras activées par le mouvement à la mi-2016 et utilise régulièrement des moyens aéroportés pour identifier et suivre les animaux et les intrus du parc. La Fondation Segré s'est associée à African Parks en 2016 pour embaucher et former des gardes forestiers, construire des centres d'opérations, améliorer les technologies de communication, acheter du matériel et améliorer la gestion des données.
Chinko comptait cinquante gardes forestiers, 400 employés et un budget de 2,5 millions de dollars en février 2016. La Réserve naturelle de Chinko est alors « la seule grande entité génératrice d'impôts dans toute la moitié orientale de la République centrafricaine, et l'un des plus grands employeurs et importateurs de marchandises étrangères dans le pays ».
Toutefois, de nombreuses critiques de la part des populations locales ont émergé depuis l'arrivée du gestionnaire African Parks en 2014. Fin 2018, plusieurs associations de la société civile ont adressé une lettre au gouvernement de Bangui, dans laquelle ils qualifient African Parks d’« ONG prédatrice » recourant à des « mercenaires » pour qui « la violence est érigée en système de gestion ». En 2020, une enquête menée par le journal Le Monde a également mis au jour un modèle de conservation violent envers les populations autochtones, notamment par le recours à des armes de guerre.
Malgré ces critiques, en avril 2020, le gouvernement de la RCA et African Parks ont conclu un nouvel accord de partenariat public-privé révisé, étendant la zone centrale protégée à 24 335 km2 et portant la zone de gestion protégée totale à 55 000 km2 sur une période de 25 ans.

### Contributions financières
En 2023, les plus gros contributeurs au budget de la réserve sont : 
- L'État centrafricain (ministère des Eaux, Forêts, Chasse et Pêche de la RCA)
- L’Elephant Crisis Fund (ECF, États-Unis)
- Le Fonds fiduciaire Bêkou (Union européenne)
- La Fondation Segré (Suisse)